# Ecocrop
Ecocrop je databáze používaná k určení vhodnosti plodiny pro určité prostředí. Vyvinula ji Organizace pro výživu a zemědělství (FAO) v rámci Organizace spojených národů. Databáze měla umožnit předpovídat životaschopnost plodin v různých lokalitách a klimatických podmínkách. Sloužila také jako katalog rostlin a růstových charakteristik rostlin.